# 情報カメラ
情報カメラ（じょうほうカメラ）とは、お天気カメラと用途はほぼ同じく、テレビ放送局や、インターネットのウェブサイトで公開されている定点観測のカメラ装置の総称である。

## スキップバックレコーダー
かつて放送局では地震発生の瞬間を捉えるためのスキップバックレコーダーという装置を使用していた。これは、情報カメラとは目的が異なるものの、定点観測のカメラ装置という意味では同じものとして分類される。
カメラから入力された映像を事前に設定しておいた数秒～十数秒遅らせて出力される装置と、地震計とリンクして地震を感知すると録画開始するVTRで構成されていて、地震を感知してから録画を開始しても、地震発生前からの映像が収録できる仕組み。それまではタイムラプスレコーダー等で絶えず録画を続けていたが、頻繁なメンテナンスが必要なうえ、いざ地震という時に録画が止まっていたり、録画できてもテープが劣化していて放送に耐えうる画質でなかった、などの問題が起こっていた。
スキップバックレコーダーが地震発生の瞬間を捉えた例としては、1995年1月17日に発生した阪神・淡路大震災の激震の瞬間をNHK神戸放送局内で捉えたものが有名である。
現在ではこれらに代わって、ハードディスクレコーダーなどによる常時収録が主流となっており、地震以外のアクシデントにも対処できる。